# Exocentrus parcus
Exocentrus parcus là một loài bọ cánh cứng trong họ Cerambycidae.